# Nandulehe
Nandulehe (kinesiska: 南独乐河, 南独乐河镇) är en köping i Kina. Den ligger i stadsdistriket Pinggu i Pekings storstadsområde, i den norra delen av landet, omkring 74 kilometer öster om stadskärnan. Antalet invånare är 20 449. Befolkningen består av 9 984 kvinnor och 10 465 män. Barn under 15 år utgör 9,0 %, vuxna 15-64 år 78 %, och äldre över 65 år 12,0 %.